# Stânca (George Enescu), Botoșani
Stânca este un sat în comuna George Enescu din județul Botoșani, Moldova, România.

Stânca pe harta toponimică a Hudeștiului